# Площадь Труда (Иркутск)
Площадь Труда́ — площадь в Правобережном округе города Иркутска, расположена в историческом центре города между улицами Желябова, Свердлова и Пролетарской.

## История

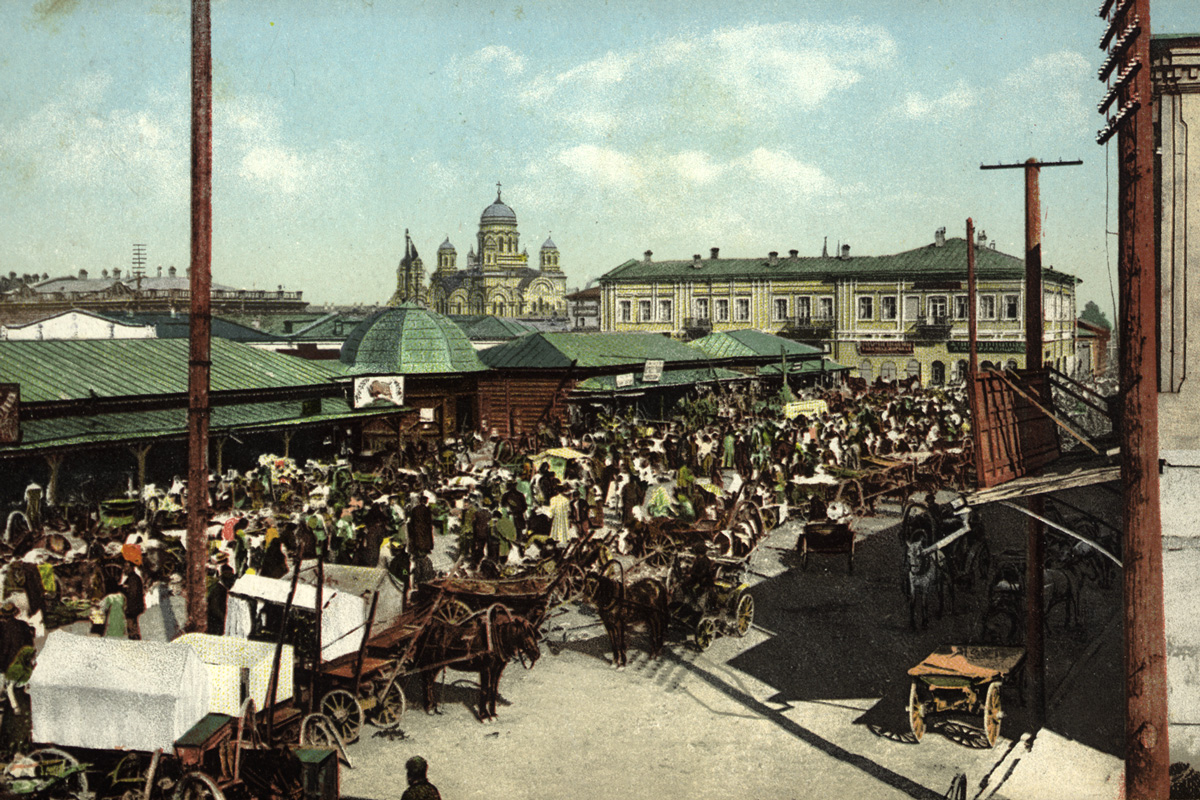
Рынок на Ивановской площади. литография середины XIX века

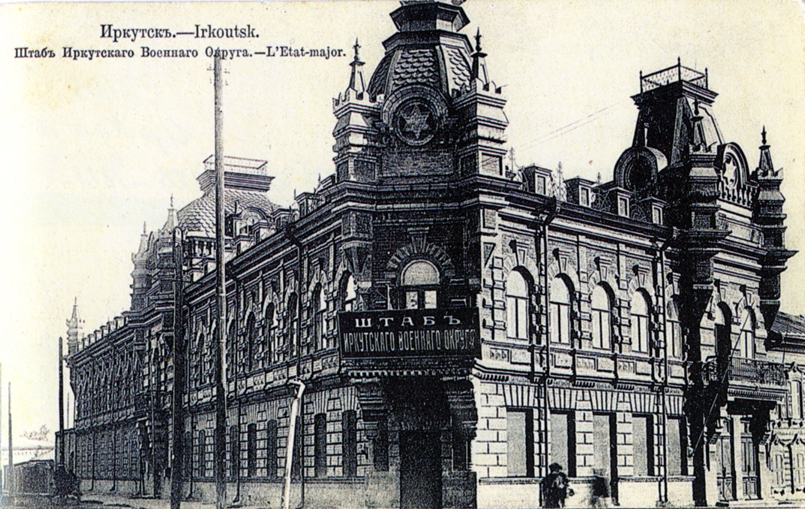
Дом Файнберга, расположенный близ площади

Имела торговый характер, значительную часть площади занимал рынок. В базарные дни торговые прилавки протягивались и вдоль близ лежащей Ивановской (ныне — Пролетарской) улицы, становившейся продолжением рынка. В этой связи происходит одно из прежних названий площади и рынка.
На площади выделялся большой двухэтажный каменный дом купцов Трапезниковых, построенный в начале 1820-х годов. Их дом и лавки занимали целый квартал, поэтому площадь иногда называли Трапезниковской.
Свой дом имели здесь Второвы — богатейшие купцы России. Также вели на площади торговлю и имели недвижимость купцы Тюрюмины, Забелины, Останины, Чупаловы (Калинкины ряды).
В 1897 в Сибири были введены Судебные уставы 1864 года и создан Иркутский судебный округ, 2 июля того же года состоялось открытие Иркутской судебной палаты в доме 16 на Ивановской площади.
2 мая 1900 года купец первой гильдии Исай Матвеевич Файнберг обратился за разрешением на строительство каменных магазинов, каменных двухэтажных служб и деревянной двухэтажной пристройки к дому на принадлежащем ему месте земли по 2-й части на углу Медведниковской и Толкучей улиц (район рядом с мелочным базаром). Вероятно, в ходе работ планы хозяина поменялись. В связи со строительством Кругобайкальского участка Транссибирской маистрали Файнберг соглашается предоставить помещения для размещения Управления строительством. Он сдает в аренду дом, находящийся на углу Толкучей и Медведниковской улиц и состоящий из 4 квартир с кухнями и ледниками при каждой, кроме того, помещения для каменного угля во дворе, один сарай и весь задний двор с помещениями для склада дров и конюшнями, за 6 000 рублей в год, окончательно закончив отделку к 1 октября 1902. С началом Русско-японской войны дом Файнберга в 1905 году заняли военные структуры. 12 мая 1906 года был восстановлен Иркутский военный округ. По данным «Иркутской летописи 1661—1940 гг.» (сост. Ю. П. Колмаков), 24 апреля 1906 в доме разместилась канцелярия начальника гарнизона города Иркутска вместе со штабом 2-й Сибирской пехотной дивизии.

## Новая история
Новое название — площадь Труда — получила 5 ноября 1920 года.
К 100-летию восстания декабристов (1925) рассматривалось предложение о переноске останков декабристов из окрестностей Иркутска на площадь Труда.
8 ноября 1937 года в особняке Второвых открылся Дворец пионеров.
В 1953 году на площади Труда установлен бюст-памятник дважды Герою Советского Союза А. П. Белобородову.
В 1955 году возведено здание Дома науки и техники в стиле неоклассицизм.
В 1964 году построено здание городского цирка.
В 1995 году с площади Труда в сквер к Вечному огню (Мемориалу Победы) был перенесён бюст дважды Героя Советского Союза А. П. Белобородова
10 октября 2012 года на площади рядом с цирком установлен памятник Леониду Гайдаю.

## Архитектура

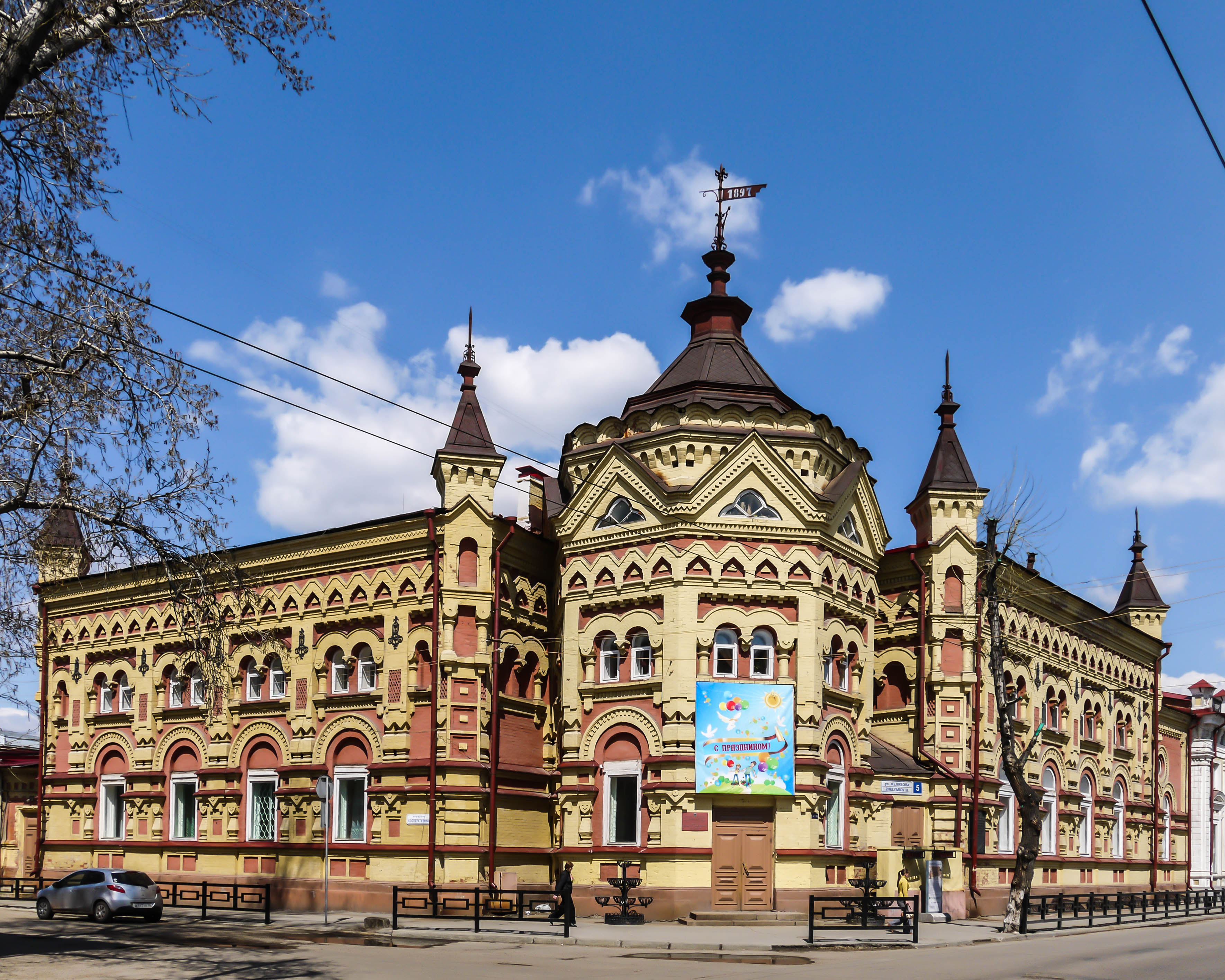
Дом Второвых в Иркутске